# Patrice Contamine de Latour
Patrice Contamine de Latour (17 mars 1867 - 24 mai 1926), né à Tarragone sous le nom de José Maria Vicente Ferrer Francisco de Paola Patricio Manuel Contamine et qui a publié sous le titre JP Contamine de Latour, a été un poète espagnol qui vivait à Paris.
Il était un ami du compositeur Erik Satie, dont les célèbres suites pour piano Sarabandes (1887) et Gymnopédies (1888) ont été inspirées par sa poésie. Satie a écrit un court opéra comique avec un texte de Latour signé Lord Cheminot, et a également composé le morceau pour piano Le Poisson rêveur pour accompagner un conte perdu de de Latour,.